# Nils Eskilson
Nils Eskilson, i handlingarna vanligen kallad Guldvävaren, död efter 1569, var en svensk konstnär.
Han var en av de ytterst få konstnärerna av någon betydelse på vasakonungarnas tid, var 1545 lärling hos den till Sverige komne flamske tapetvävaren Daniel van Santhro, som arbetade på Gripsholm och i Stockholm, utsändes något år senare jämte andra "Kongliga Maytz läredrenger" till Antwerpen för att vidare utbilda sig i konsten att väva "tapetzeri" samt ansågs vid återkomsten, 1551, nog skicklig att mottaga kungliga beställningar, som omväxlande utfördes i Stockholm, på Gripsholm och i Uppsala.

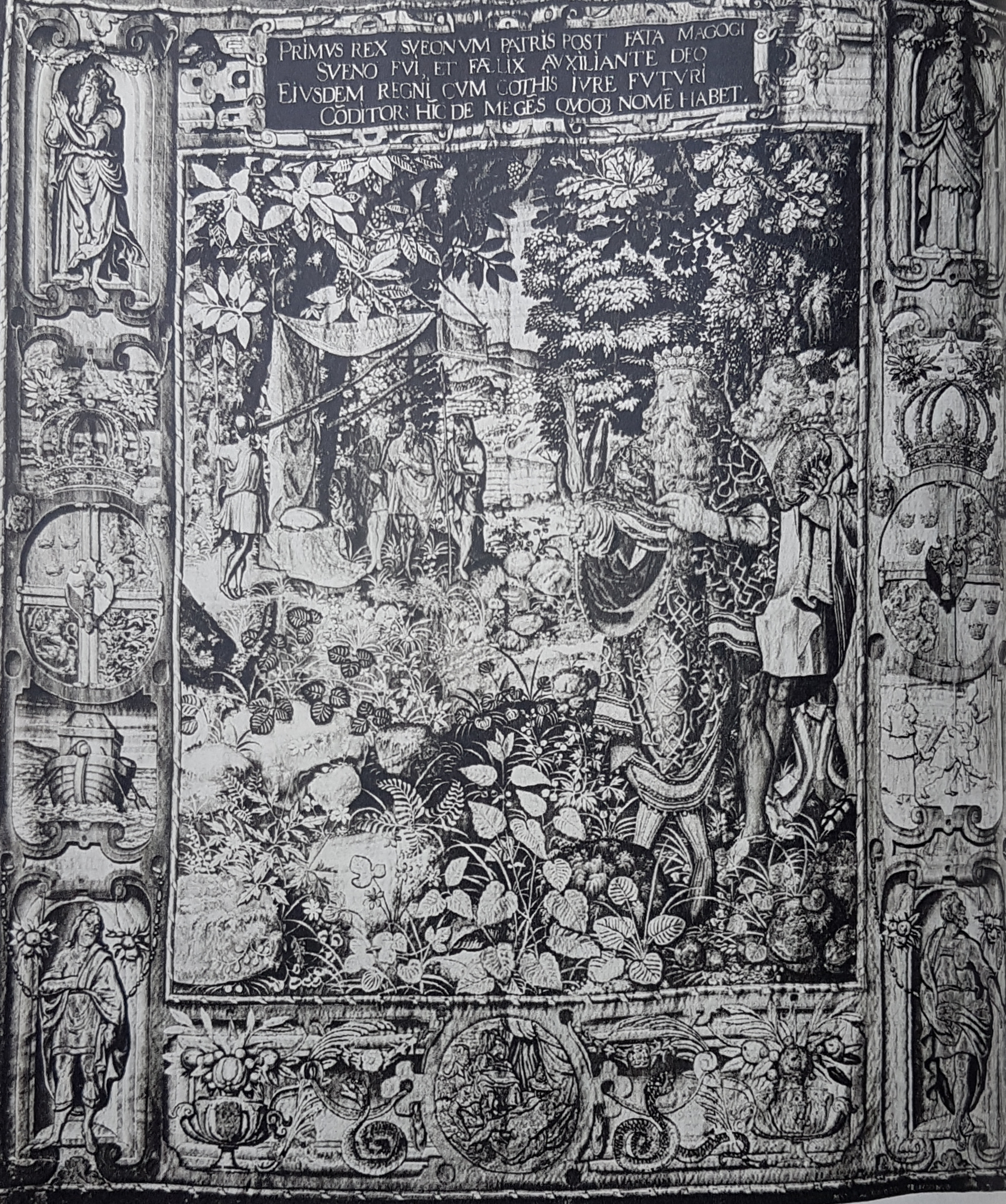
Sveno, vävd tapet med Svenska sagokungar utförd av Nils Eskilsson, troligen efter en kartong av Domenicus ver Wilt. Tapeten finns på Stockholms slott.

Sannolikt vävdes bland annat under Nils ledning 1554, förmodligen efter kartong av nürnbergaren L. Klockendon, tapeten Kristus uppenbarar sig för Maria (nu i Statens historiska museum). Med Erik XIV kom Nils redan före dennes tronbestigning i nära relation, arbetade åtminstone från 1557 för hertigens räkning, vistades 1559-60 i Nederländerna för att värva vävare till den kungliga tapetfabriken i Kalmar, som 1558 börjat sin verksamhet, och sannolikt var det Nils, som i sistnämnda stad ledde utförandet av några av tapeterna Saul och David, David dräpande lejonet, Kristi dop, Konung Sveno (nu i Statens historiska museum) och Konung Magog (nu i Nationalmuseets konstslöjdavdelning och liksom "Konung Sveno" troligen vävd efter kartong av Dom. ver Wilt).
Känd är, att ifrågavarande tapeter 1561 av Nils avlämnades till husgerådskammaren, men outrett är, vilken andel han haft i dessa arbeten och vilken mästerskapet rättvisligen bör tillerkännas. Den inkallade flamländaren Paul de Bucher, som ledde vävarlaget på Svartsjö slott, eller Nils, som var förman för det ambulerande vävarlaget i Stockholm och Kalmar. Nils reste 1565 på nytt ut, till Tyskland och Antwerpen, för att anskaffa till tapetväveriet nödigt material, var 1567 tillbaka i Stockholm och återtog då förmodligen ledningen av den kungliga vävarverkstaden, som var belägen i "gamla gillestugan" vid Skomakargatan. Efter 1569 förekommer han inte vidare i räkenskaperna.